# Antonio Rea
Antonio Rea, wegen seiner dunklen Hautfarbe auch unter dem Spitznamen El Negro (span. für Der Schwarze) bekannt, ist ein ehemaliger mexikanischer Fußballspieler auf der Position eines  Stürmers. 

## Laufbahn
Der wahrscheinlich in Guadalajara, Jalisco, geborene bzw. dort zumindest aufgewachsene Antonio „El Negro“ Rea, dessen Aussehen einem älteren Zeitungsartikel zufolge eher einem Kubaner oder Brasilianer ähnelte, begann das Fußballspiel beim in seiner Heimatstadt angesiedelten Club Audax. Seine besonderen Stärken waren das  Dribbling, ein gefährliches Kopfballspiel und die Fähigkeit, mit beiden Füßen zu schießen.
1947 erhielt Rea vom Nachbarverein Club Deportivo Guadalajara einen Profivertrag und erzielte für Chivas in der Saison 1947/48 drei Tore in der höchsten mexikanischen Spielklasse.
In der Saison 1949/50 spielte Rea beim Club Deportivo Tampico, für den er in den ersten acht Begegnungen insgesamt 7 Treffer erzielte; darunter einen „Dreierpack“ im Heimspiel des zweiten Spieltags gegen den CF Asturias, das 3:5 verloren wurde.
Später spielte Rea unter anderem noch für den ebenfalls in Guadalajara beheimateten Club Nacional in der damals noch zweitklassigen Segunda División.